# ロスト・バイ・デッド
『ロスト・バイ・デッド』 (LOST BY DEAD) は、2002年制作・2003年劇場公開された日本映画。当時23歳の辻岡正人の初主演・初監督の自主映画である。

## 内容
「バレット・バレエ」や「グシャノビンヅメ」に出演していた俳優の辻岡正人が塚本晋也の影響を受け、自ら脚本から監督に至るほぼ全てを手がけて4名のスタッフとともに現実を持て余す若者達を描いた当作品を制作。出演を兼ねたスタッフも多い。少人数体制の自主映画だったため、出演者にモチベーションがあがらずに急遽降板するなど撮影は難航した。
恋人の自殺から立ち直れない青年の自己破滅的な暴走と、暴力の世界に生きる若者達の苦悩を、トリッキーでパンキッシュな映像センスと荒いモノクロで描写している。
モントリオール・ニュー・シネマ国際映画祭、ハンブルク国際映画祭、ポートベロー国際映画祭に出品したのち、2003年8月30日にシネマアートン下北沢で公開。オルスタック・ピクチャーズによりDVDソフト化され、2004年3月25日に発売された。

## 出演
- アキラ：辻岡正人
- 真矢：大澤真一郎
- 加奈：板谷光子
- 真理：佐藤麻由
- 岬：上田和孝
- 誠：多賀谷竜大
- 岬の女：仲村亜希子
- 誠の女：菅野おん
- 平山久能
- ストーカー：高谷基史
- 不良軍団・尾崎：降幡剛志

## スタッフ
- 監督・脚本・編集・録音・制作：辻岡正人
- プロデューサー：辻岡正人、上田和孝
- 撮影・美術：辻岡正人、降幡剛志
- 照明：辻岡正人、小浜公子
- 効果：辻岡正人、大川晃浩
- 音楽：久保隆史（EARTHMAN）
- 製作・配給：辻岡プロダクション
- 配給協力：ゼアリズエンタープライズ
- 発売：アイエイチクリエイト
- 販売：オルスタック・ピクチャーズ